# Büchi-Automat
Der Büchi-Automat (nach dem Schweizer Mathematiker Julius Richard Büchi) ist eine spezielle Form des ω-Automaten. Dieser Automatentyp kann benutzt werden, um sowohl Sprachen über unendlichen Wörtern als auch über unendlichen Bäumen zu erkennen.

## Büchi-Automaten zur Worterkennung

### Nichtdeterministischer Büchi-Automat zur Worterkennung
Ein nichtdeterministischer Büchi-Automat (NBA) ist ein 5-Tupel {\displaystyle A=\left(Q,\Sigma ,\Delta ,I,F\right)} wobei gilt:
- {\displaystyle Q} ist eine endliche Menge von Zuständen, die Zustandsmenge
- {\displaystyle \Sigma } ist eine endliche Menge von Symbolen, das Eingabealphabet
- {\displaystyle \Delta } ist die Übergangsrelation mit {\displaystyle \Delta \subseteq Q\times \Sigma \times Q}
- {\displaystyle I} ist eine endliche Menge von Zuständen mit {\displaystyle I\subseteq Q}, die Startzustandsmenge
- {\displaystyle F} ist eine endliche Menge von Zuständen mit {\displaystyle F\subseteq Q}, die Endzustandsmenge

### Deterministischer Büchi-Automat zur Worterkennung
Ein deterministischer Büchi-Automat (DBA) ist ein 5-Tupel {\displaystyle A=\left(Q,\Sigma ,\delta ,q_{0},F\right)} wobei gilt:
- {\displaystyle Q} ist eine endliche Menge von Zuständen, die Zustandsmenge
- {\displaystyle \Sigma } ist eine endliche Menge von Symbolen, das Eingabealphabet
- {\displaystyle \delta } ist die Übergangsfunktion mit {\displaystyle \delta \colon Q\times \Sigma \rightarrow Q}
- {\displaystyle q_{0}} ist der Startzustand mit {\displaystyle q_{0}\in Q}
- {\displaystyle F} ist eine endliche Menge von Zuständen mit {\displaystyle F\subseteq Q}, die Endzustandsmenge

Deterministische Büchi-Automaten sind nicht unter Komplementbildung abgeschlossen.

### Akzeptanzverhalten
Ein unendliches Wort {\displaystyle w=a_{1}a_{2}a_{3}\ldots } wird vom (nichtdeterministischen) Büchi-Automaten {\displaystyle A} akzeptiert genau dann, wenn für einen (deterministisch: den) zugehörigen (unendlichen) Pfad {\displaystyle q_{0}\quad {\begin{smallmatrix}a_{1}\\\rightarrow \\A\end{smallmatrix}}\quad q_{1}\quad {\begin{smallmatrix}a_{2}\\\rightarrow \\A\end{smallmatrix}}\quad q_{2}\quad {\begin{smallmatrix}a_{3}\\\rightarrow \\A\end{smallmatrix}}\quad q_{3}\quad \ldots } gilt:
- {\displaystyle q_{0}\in I}
- {\displaystyle (q_{i},a_{i+1},q_{i+1})\in \Delta } für alle {\displaystyle i}
- es gibt unendlich viele {\displaystyle i} mit {\displaystyle q_{i}\in F}.

Weniger formal bedeutet das: Wird ein Endzustand unendlich oft durchlaufen, dann akzeptiert der Büchi-Automat das Eingabewort.
Die von einem Büchi-Automaten {\displaystyle A} akzeptierte ω-Sprache (Menge unendlicher Wörter) ist
{\displaystyle L_{\omega }(A)=\{w\in \Sigma ^{\omega }\mid w{\text{ wird von }}A{\text{ akzeptiert}}\}}. Diese ω-Sprache heißt dann Büchi-erkennbar. Jede Büchi-erkennbare ω-Sprache kann durch {\displaystyle \cup _{i=1}^{m}U_{i}V_{i}^{\omega }} dargestellt werden, wobei {\displaystyle U_{i}} und {\displaystyle V_{i}} reguläre Sprachen für alle {\displaystyle i} sind. Aufgrund dieses engen Zusammenhangs zu regulären Sprachen werden Büchi-erkennbare ω-Sprachen auch als ω-reguläre Sprachen bezeichnet. Damit ist der nichtdeterministische Büchi-Automat äquivalent zum Muller-Automaten, Rabin-Automaten, Streett-Automaten und zum Parity-Automaten.

### Eigenschaften
Die Möglichkeit der Potenzmengenkonstruktion, d. h. der Algorithmus, um aus einem nichtdeterministischen einen deterministischen Automaten zu machen, ist auf Büchi-Automaten nicht anwendbar. Die Menge der durch deterministische Büchi-Automaten erkennbaren Sprachen ist echt kleiner als die Menge der durch nichtdeterministische Büchi-Automaten erkennbaren Sprachen. Zum Beispiel gibt es keinen deterministischen Büchi-Automaten, welcher die Sprache {\displaystyle L=\{w\in \{a,b\}^{\omega }\backslash \{\epsilon \}\mid a{\text{ kommt in }}w{\text{ nur endlich oft vor}}\}} erkennt. Ein nichtdeterministischer Büchi-Automat für {\displaystyle L} kann dagegen wie folgt grafisch angegeben werden:

## Büchi-Automaten zur Baumerkennung
Die Abkürzung BBA (englisch BTA) bezeichnet einen nichtdeterministischen Büchi-Automaten zur Baumerkennung; deterministische Büchi-Baumautomaten werden in der Regel nicht betrachtet. Als Eingabe dient ein unendlicher, gewurzelter Baum, dessen Knoten mit Symbolen aus dem Eingabealphabet {\displaystyle \Sigma } beschriftet sind und bei dem jeder Knoten einen Ausgangsgrad {\displaystyle k} hat. Der Aufbau des Büchi-Automaten zur Baumerkennung entspricht dem des NBA, wobei jedoch die Übergangsrelation eine andere Form hat:
{\displaystyle \Delta \subseteq Q\times \Sigma \times Q^{k}}.
Ein Lauf eines Büchi-Baumautomaten {\displaystyle A} auf einem Eingabebaum {\displaystyle t} ist ein Baum {\displaystyle \rho }, der die gleichen Eigenschaften wie {\displaystyle t} hat, bei dem die Knoten jedoch nicht mit Eingabesymbolen, sondern mit Zuständen beschriftet sind. Die Wurzel von {\displaystyle \rho } ist mit einem Startzustand versehen, die restlichen Beschriftungen erfolgen gemäß der Übergangsrelation.

### Akzeptanzverhalten
Ein unendlicher Baum {\displaystyle t} wird von einem Büchi-Baumautomaten {\displaystyle A} akzeptiert genau dann, wenn für einen Lauf {\displaystyle \rho } von {\displaystyle A} auf {\displaystyle t} gilt: Auf jedem unendlichen Pfad in {\displaystyle \rho } kommen unendlich viele Endzustände vor. Die durch einen Büchi-Baumautomaten akzeptierten Bäume bilden eine Büchi-erkennbare Baumsprache. Die Klasse der Büchi-erkennbaren Baumsprachen ist unter Vereinigung abgeschlossen. Unter Komplement ist sie hingegen nicht abgeschlossen, wie sich mit einer Variante des Pumping-Lemmas zeigen lässt.
Jeder Büchi-Baumautomat lässt sich in einen äquivalenten Muller-Baumautomaten (MBA) umwandeln. Da die Klasse der muller-erkennbaren Baumsprachen unter Komplement abgeschlossen ist, sind Büchi-Baumautomaten schwächer als MBAs und als Paritätsbaumautomaten, welche äquivalent zu MBAs sind.

## Co-Büchi-Automaten
Ein (deterministischer) Co-Büchi-Automat ist ein 5-Tupel {\displaystyle A=\left(Q,\Sigma ,\delta ,q_{0},F\right)} und unterscheidet sich von einem deterministischen Büchi-Automaten nur durch das Akzeptanzverhalten. Während ein Büchi-Automat ein Wort akzeptiert, falls immer wieder ein Endzustand besucht wird, so akzeptiert ein Co-Büchi-Automat ein Wort nur, wenn ab einem gewissen Punkt nur noch Endzustände besucht werden. Schreibt man dies etwas formaler auf, so sieht man, dass der Existenzquantor und der Allquantor vertauscht werden. Ein unendliches Wort {\displaystyle w=a_{1}a_{2}a_{3}\ldots } wird vom (deterministischen) Büchi-Automaten bzw. Co-Büchi-Automaten {\displaystyle A=\left(Q,\Sigma ,\delta ,q_{0},F\right)} akzeptiert genau dann, wenn für den zugehörigen eindeutigen Pfad {\displaystyle q_{0}\rightarrow q_{1}\rightarrow q_{2}\rightarrow q_{3}\ldots }
gilt 
- {\displaystyle \forall i\exists j\geq i} mit {\displaystyle q_{j}\in F} (Büchi-Automat)
- {\displaystyle \exists i\forall j\geq i} mit {\displaystyle q_{j}\in F} (Co-Büchi-Automat)